# Elisabetta di Lorena
Elisabetta Renata di Lorena (Nancy, 20 febbraio 1574 – Braunau am Inn, 4 gennaio 1635) è stata una principessa francese e duchessa consorte di Baviera.

## Biografia

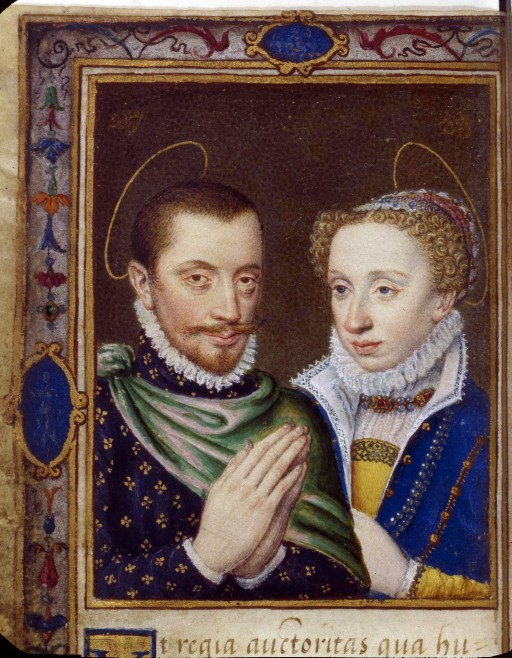
I duchi di Lorena Carlo III e Claudia di Valois, genitori di Elisabetta.

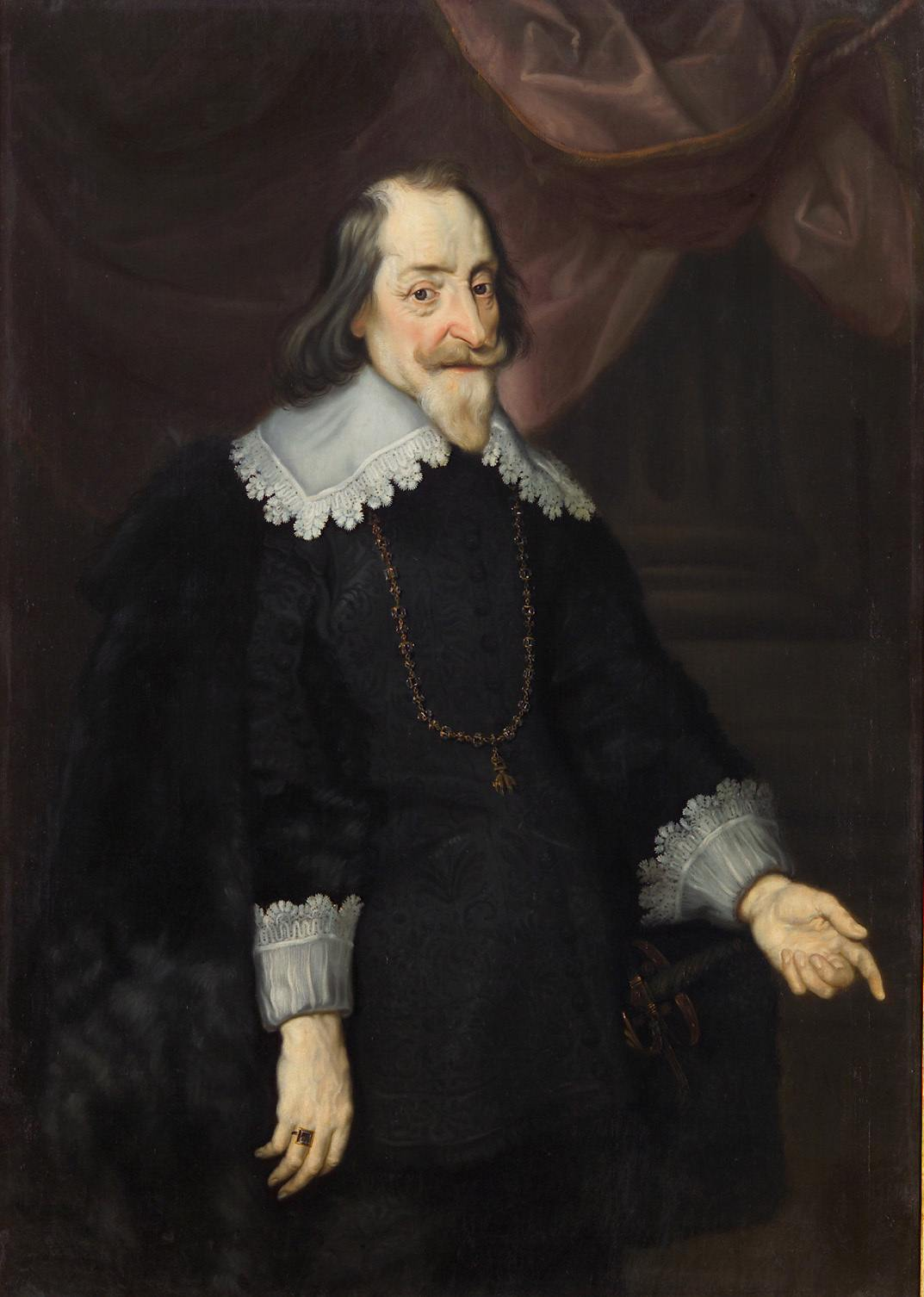
Massimiliano di Baviera, marito di Elisabetta.

Era figlia del duca Carlo III di Lorena e della principessa francese Claudia di Valois.
Elisabetta era quindi imparentata non solo con i reali francesi (sua madre era figlia di Enrico II di Francia e Caterina de' Medici) ma anche con quelli di Danimarca (madre di Carlo III era la principessa Cristina di Danimarca). I duchi di Lorena vantavano poi tra i propri antenati i reali di Napoli e Gerusalemme (nel 1431 Isabella di Lorena sposò infatti il re di Napoli Renato d'Angiò).
Anche Elisabetta contribuì ad imparentare la propria casata con un'altra importante dinastia europea: suo padre infatti la diede in sposa ad un Wittelsbach, ossia a Massimiliano di Baviera. Carlo III, profondamente cattolico, rimase tuttavia neutrale dinanzi alle guerre di religione che insanguinavano la Francia e l'Europa. Scese in campo però quando salì al trono il cognato protestante, nonché zio materno di Elisabetta, Enrico IV di Francia. Il matrimonio di Elisabetta di Lorena con l'elettore di Baviera ebbe lo scopo di suggellare l'alleanza tra i principi rimasti fedeli alla Chiesa cattolica.
Il matrimonio venne celebrato a Nancy il 5 febbraio 1599.
Dopo 37 anni di matrimonio però Elisabetta non riuscì a dare alla luce nessun figlio.
All'inizio dell'anno 1635 la coppia ducale per paura della minaccia della peste dovette rifugiarsi nel monastero Ranshofen vicino a Braunau am Inn, dove Elisabetta morì il 4 gennaio. La sua tomba si trova nella Chiesa di San Michele a Monaco di Baviera. Il suo cuore e le sue viscere furono sepolti separatamente e si trovano nel Santuario della Madonna di Altötting.
Dopo la sua morte Massimiliano dovette risposarsi pochi mesi dopo per assicurare la successione del ducato.

## Ascendenza
|                       |                        |                                   | Genitori                           |  |  | Nonni |  |  | Bisnonni          |  |  | Trisnonni           |  |
|                       |                        |                                   |                                    |  |  |       |  |  | Antonio di Lorena |  |  | Renato II di Lorena |  |
|                       |                        |                                   |                                    |  |  |       |  |  | Antonio di Lorena |  |  | Renato II di Lorena |  |
|                       |                        | Filippina di Gheldria             |                                    |  |  |       |  |  | Antonio di Lorena |  |  |                     |  |
| Francesco I di Lorena |                        |                                   |                                    |  |  |       |  |  | Antonio di Lorena |  |  |                     |  |
|                       |                        | Renata di Borbone-Montpensier     | Gilberto di Borbone-Montpensier    |  |  |       |  |  |                   |  |  |                     |  |
|                       |                        | Renata di Borbone-Montpensier     | Gilberto di Borbone-Montpensier    |  |  |       |  |  |                   |  |  |                     |  |
|                       |                        | Renata di Borbone-Montpensier     | Chiara Gonzaga                     |  |  |       |  |  |                   |  |  |                     |  |
| Carlo III di Lorena   |                        | Renata di Borbone-Montpensier     |                                    |  |  |       |  |  |                   |  |  |                     |  |
|                       |                        | Cristiano II di Danimarca         | Giovanni di Danimarca              |  |  |       |  |  |                   |  |  |                     |  |
|                       |                        | Cristiano II di Danimarca         | Giovanni di Danimarca              |  |  |       |  |  |                   |  |  |                     |  |
|                       |                        | Cristiano II di Danimarca         | Cristina di Sassonia               |  |  |       |  |  |                   |  |  |                     |  |
| Cristina di Oldenburg |                        | Cristiano II di Danimarca         |                                    |  |  |       |  |  |                   |  |  |                     |  |
|                       |                        | Isabella d'Asburgo                | Filippo I di Castiglia             |  |  |       |  |  |                   |  |  |                     |  |
|                       |                        | Isabella d'Asburgo                | Filippo I di Castiglia             |  |  |       |  |  |                   |  |  |                     |  |
|                       |                        | Isabella d'Asburgo                | Giovanna di Aragona e Castiglia    |  |  |       |  |  |                   |  |  |                     |  |
| Elisabetta di Lorena  |                        | Isabella d'Asburgo                |                                    |  |  |       |  |  |                   |  |  |                     |  |
|                       | Francesco I di Francia | Carlo di Valois-Angoulême         |                                    |  |  |       |  |  |                   |  |  |                     |  |
|                       | Francesco I di Francia | Carlo di Valois-Angoulême         |                                    |  |  |       |  |  |                   |  |  |                     |  |
|                       | Francesco I di Francia | Luisa di Savoia                   |                                    |  |  |       |  |  |                   |  |  |                     |  |
| Enrico II di Francia  | Francesco I di Francia |                                   |                                    |  |  |       |  |  |                   |  |  |                     |  |
|                       |                        | Claudia di Francia                | Luigi XII di Francia               |  |  |       |  |  |                   |  |  |                     |  |
|                       |                        | Claudia di Francia                | Luigi XII di Francia               |  |  |       |  |  |                   |  |  |                     |  |
|                       |                        | Claudia di Francia                | Anna di Bretagna                   |  |  |       |  |  |                   |  |  |                     |  |
| Claudia di Valois     |                        | Claudia di Francia                |                                    |  |  |       |  |  |                   |  |  |                     |  |
|                       |                        | Lorenzo de' Medici duca di Urbino | Piero il Fatuo                     |  |  |       |  |  |                   |  |  |                     |  |
|                       |                        | Lorenzo de' Medici duca di Urbino | Piero il Fatuo                     |  |  |       |  |  |                   |  |  |                     |  |
|                       |                        | Lorenzo de' Medici duca di Urbino | Alfonsina Orsini                   |  |  |       |  |  |                   |  |  |                     |  |
| Caterina de' Medici   |                        | Lorenzo de' Medici duca di Urbino |                                    |  |  |       |  |  |                   |  |  |                     |  |
|                       |                        | Madeleine de la Tour d'Auvergne   | Giovanni III de La Tour d'Auvergne |  |  |       |  |  |                   |  |  |                     |  |
|                       |                        | Madeleine de la Tour d'Auvergne   | Giovanni III de La Tour d'Auvergne |  |  |       |  |  |                   |  |  |                     |  |
|                       |                        | Madeleine de la Tour d'Auvergne   | Giovanna di Borbone-Vendôme        |  |  |       |  |  |                   |  |  |                     |  |
|                       |                        | Madeleine de la Tour d'Auvergne   |                                    |  |  |       |  |  |                   |  |  |                     |  |